# 1903 na rádio
Nesta página encontrará referências aos acontecimentos directamente relacionados com a rádio ocorridos durante o ano de 1903.

## Eventos
- Primeira transmissão de rádio transatlântica feita em neste ano por Marconi.

## Nascimentos
| Data | Nome       | Profissão                    | Nacionalidade | Observações | Ref |
| ---- | ---------- | ---------------------------- | ------------- | ----------- | --- |
| ??   | Nhô Totico | locutor de rádio e humorista | Brasil        | m. 1996     |     |

## Mortes
| Data | Nome | Profissão | Nacionalidade | Observações | Ref |
| ---- | ---- | --------- | ------------- | ----------- | --- |